# Heradsbygd
Heradsbygd is een plaats in de Noorse gemeente Elverum, provincie Innlandet. Heradsbygd telt 512 inwoners (2007) en heeft een oppervlakte van 1,3 km².